# Aufrany fosc
L'aufrany fosc (Necrosyrtes monachus) és un voltor del Vell Món, per tant un ocell rapinyaire de la família dels accipítrids (Accipitridae). És l'únic membre del gènere Necrosyrtes. El seu estat de conservació es considera en perill crític d'extinció.

## Morfologia
- És un dels més petits voltors del vell món, amb una llargària d'uns 70 cm, una envergadura de 210 cm i un pes de poc més de 2 kg.
- Pell del cap i coll de color rogenc, coberts en part de plomissa grisa.
- Plomatge marró bastant uniform, amb una mica de plomissa blanca en pit i cuixes.
- El jove és semblant a l'adult, amb la plomissa de pit i cuixes més evident.

## Hàbitat i distribució
D'hàbits sedentaris, molt estès per l'Àfrica subsahariana, arribant fins als límits de les zones forestals. Molt abundant al medi humanitzat, on en general és respectat per les poblacions humanes com un eficient escombraire.

## Alimentació
Com la resta dels voltors és un carronyaire que s'alimenta de restes d'animals morts i deixalles que troba per la sabana, en abocadors o prop d'escorxadors. Complementa la dieta amb insectes.

## Reproducció
Forma sovint colònies laxes. Es reprodueix en qualsevol època de l'any, en un niu fet de pals als arbres, on pon un únic ou que cova durant uns 46 dies. Bàsicament el mascle assumeix la tasca d'aportar aliments, regurgitant al bordell del niu. Als quatre mesos de nàixer, el pollet pot volar, però roman amb els seus pares encara un mes. Sovint una mateixa parella pot criar dos anys seguits al mateix niu.